# CA Independiente

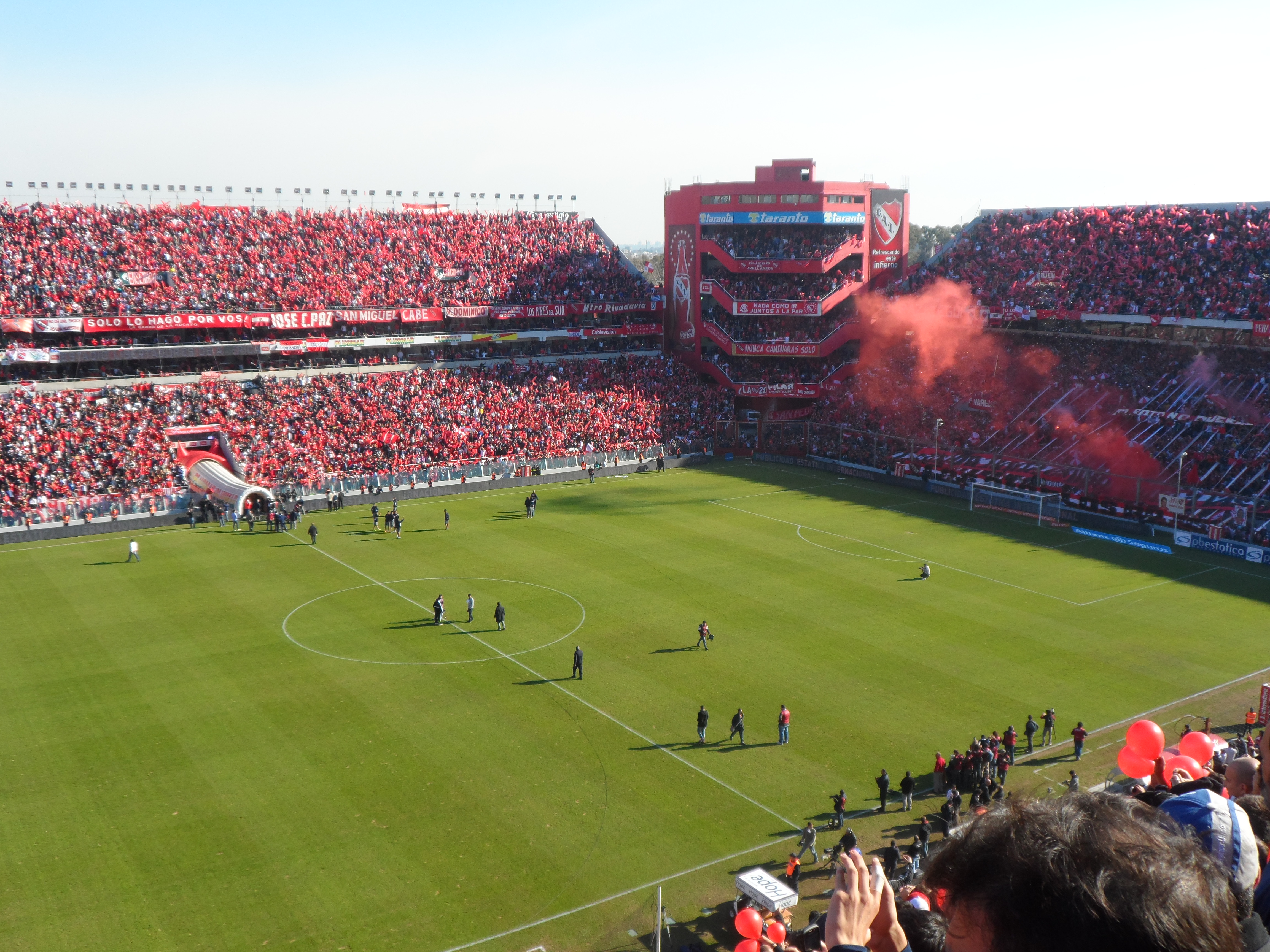

Der Club Atlético Independiente (zu Deutsch: „Unabhängiger Sportverein“) ist ein Fußballverein aus Avellaneda, einem industriellen Vorort der argentinischen Hauptstadt in der Provinz Buenos Aires. Der zweifache Weltpokalsieger ist mit sieben zwischen 1964 und 1984 gewonnenen Titeln der Rekordgewinner der Copa Libertadores.
Nach Boca Juniors, River Plate und Racing Club ist Independiente mit 16 Meistertiteln der vierterfolgreichste Verein in der ersten Liga Argentiniens. Ortsnachbar Racing ist der „Erzrivale“ der „roten Teufel“. Die beiden Stadien liegen weniger als 300 Meter voneinander entfernt und das Avellaneda-Derby ist das Spiel des Jahres für die Fans.
Die Gründungsversammlung der Diablos Rojos (roten Teufel) fand am 1. Januar 1905 statt. Es waren jedoch nicht genug Mitglieder anwesend, und so wurde der Formalakt der Gründung auf den 25. März 1905 verschoben. Der erste Vereinspräsident war Aristides Langone.

## Erfolge

### National
- Argentinische Meisterschaft: AAF 1922, 1926, Nacional 1938, 1939, 1948, 1960, 1963, 1967, Metropolitano 1970, 1971, Nacional 1977, 1978, Metropolitano 1983, Nacional 1988/89, Clausura 1994, Apertura 2002

### International
Independiente gelang es als einziger Mannschaft bisher, die Copa Libertadores 4 Jahre hintereinander zu gewinnen.
- Weltpokal: 1973, 1984
- Copa Libertadores: 1964, 1965, 1972, 1973, 1974, 1975, 1984
- Copa Interamericana: 1973, 1974, 1976
- Copa Sudamericana: 2010, 2017
- Supercopa Sudamericana: 1994, 1995
- Recopa Sudamericana: 1995
- Copa Aldao: 1938, 1939
- Copa Suruga Bank: 2018

## Stadion
Das Heimstadion von Independiente ist das 1928 ersteröffnete Estadio Libertadores de América (Dt.: „Stadion der Befreier Amerikas“), aufgrund seiner Bauweise auch bekannt als Doble Visera (Doppelvisier). Nach einer Modernisierung bietet es Platz für 50.655 Zuschauer.
Der Cilindro, das Stadion von Racing Club, befindet sich nur wenige Meter von der Doble Visera entfernt.

## Trainer
- Omar De Felippe
- Miguel Brindisi (1995, 2013)
- César Luis Menotti (1996–1997, 1997–1999, 2005)
- Daniel Garnero (2010)[1]
- Antonio Mohamed (2010–2011)
- Cristian Díaz (2011, 2012)[2][3]
- Jorge Almirón (2014–2015)[4]
- Mauricio Pellegrino (2015–2016)[5]

## Ehemalige Spieler
- Javier Marinangelli
- Raúl Bernao
- Ricardo Bochini
- Jorge Burruchaga
- Vicente de la Mata
- Germán Denis
- Arsenio Erico
- Diego Forlán
- Sergio Agüero
- Federico Insua
- Gabriel Milito
- Faryd Mondragón
- Raimundo Orsi
- José Pastoriza
- Ricardo Pavoni
- Roberto Porta
- Francisco Sá
- Antonio Sastre
- Óscar Ustari
- Hugo Villaverde
- Leonel Galeano
- Raúl Leguizamón

### Rekordtorschützen
| No. | Spieler            | Tore | Spiele |
| --- | ------------------ | ---- | ------ |
| 1   | Arsenio Erico      | 293  | 325    |
| 2   | Manuel Seoane      | 233  | 264    |
| 3   | Vicente de la Mata | 152  | 362    |
| 4   | Luis Ravaschino    | 136  | 285    |
| 5   | Antonio Sastre     | 112  | 340    |
| 6   | Ricardo Bochini    | 97   | 638    |
| 7   | Norberto Outes     | 90   | 173    |
| 7   | Ernesto Grillo     | 90   | 194    |
| 7   | Raimundo Orsi      | 90   | 219    |
| 8   | Camilo Cervino     | 89   | 193    |
| 9   | Daniel Bertoni     | 80   | 179    |
| 10  | Aníbal Tarabini    | 77   | 163    |